# Nazaré do Piauí
Nazaré do Piauí est une municipalité brésilienne située dans l'État du Piauí.